# 勒蒂耶
勒蒂耶（法語：Le Thillay，法語發音：[lə tijɛ] ⓘ）是法国法兰西岛大区瓦兹河谷省的一个市镇，属于萨塞勒区。

## 地理
勒蒂耶（49°0'17"N, 2°28'15"E）面积3.94 平方千米，位于法国法蘭西島大區瓦兹河谷省，该省份为法国北部内陆省份，北起瓦兹省，西接厄尔省，南至塞纳-圣但尼省、上塞纳省和伊夫林省，东临塞纳-马恩省。
与勒蒂耶接壤的市镇（或旧市镇、城区）包括：古桑维尔、戈内斯、法兰西地区鲁瓦西、沃代尔朗。

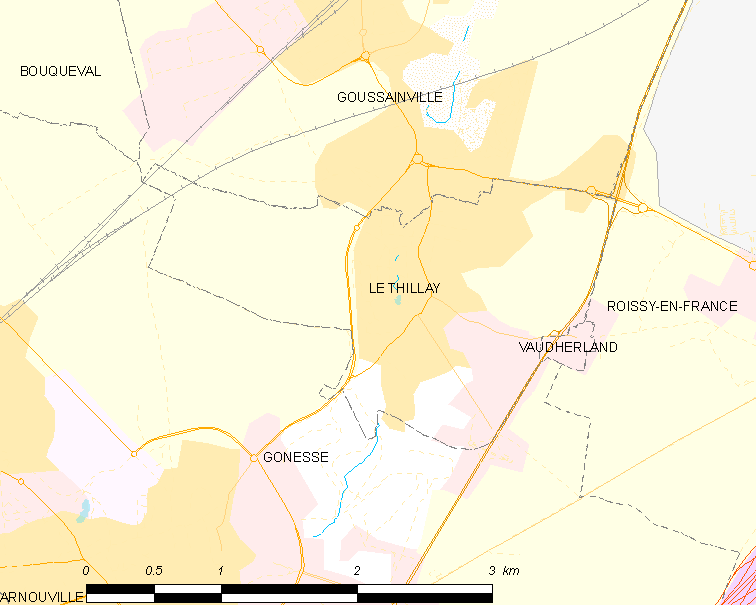
勒蒂耶的OSM定位图

勒蒂耶的时区为UTC+01:00、UTC+02:00（夏令时）。

## 行政
勒蒂耶的邮政编码为95500，INSEE市镇编码为95612。

## 政治
勒蒂耶所属的省级选区为维利耶勒贝勒县。

## 人口

1962-2008年间勒蒂耶人口变化图示

勒蒂耶于2022年1月1日时的人口数量为4575人。